# GBU-8
Bei der von dem amerikanischen Rüstungshersteller Rockwell International entwickelten GBU-8 (Guided Bomb Unit) handelt es sich um eine elektro-optisch geführte Gleitbombe. Diese wurde von der US Air Force während des Vietnamkriegs eingesetzt.

## Geschichte und Technik
Bei der GBU-8 handelt es sich um eine Mk.84 Freifallbombe, die von Rockwell im Rahmen des HOBOS-Programms (Homing Bomb System) mit dem dort entwickelten KMU-353A TV Zielrüstsatz sowie Flügelflächen in X-Konfiguration versehen wurde. Dieses Programm wurde während des Vietnamkriegs gestartet, wo man schlechte Erfahrungen bei der Bombardierung von schwer verteidigten Stellungen mit Freifallbomben machte. Man wollte vor allem die Zielgenauigkeit, aber in einem gewissen Rahmen auch die Reichweite von normalen Freifallbomben, und dies kostengünstig, erhöhen. Neben dem elektro-optischen System an der Nase der GBU-8 ist sie auch noch mit einem Range Extension System (RES) ausgestattet. Dieses besteht aus länglichen Tragflächen, die entlang des Bombenkörpers verlaufen, sowie 4 großen und quadratischen Heckflossen. Alle Tragflächen sind in X-Form angebracht. Die Tragflächen erhöhen je nach Abwurfhöhe und -geschwindigkeit die Reichweite der GBU-8 auf 7 bis 20 Kilometer.
Aber während des Einsatzes im Vietnamkrieg lernte man sehr schnell die Grenzen der GBU-8 kennen. Dies lag vor allem am elektro-optischen Zielsystem. Da dieses System noch neu war und mit Kontrasten arbeitete, gab es sehr große Probleme beim Erfassen von Zielen während der Dämmerung so wie in wolkenverhangenen Tälern. Ende der 1970er Jahre wurde das Zielsystem noch einmal überarbeitet. Aber die Zielerfassungsprobleme verbesserten sich nur minimal.
Die GBU-8/B ist der offizielle Name bei den US-Streitkräften, aber es gibt auch eine Reihe verschiedener anderer Bezeichnungen, unter anderem Mk.84 HOBOS, EOGB-1 (Electro Optical Gride Bomb 1), Mk.84 + KMU 353.
Die GBU-9 ist so wie die GBU-8 aufgebaut. Sie verwendet statt einer Mk.84 eine Mk.118 Freifallbombe. Da diese einen größeren Umfang hat, mussten die Flügelflächen angepasst werden.
Als Nachfolger für die GBU-8 beziehungsweise -9 war die GBU-20 gedacht, sie kam aber über das Prototypenstadium nie hinaus. Bei ihr sollte die Reichweite durch das Anbringen von ausklappbaren Flügel, so ähnlich wie bei der AGM-154 Joint Standoff Weapon, vergrößert werden.
Tatsächlich entwickelte sich die noch heute im Einsatz befindliche GBU-15 zum Nachfolger der GBU-8. Zur gleichen Zeit wie die GBU-8 wurde das Pave Strike Programm (GBU-1) gestartet, aus dem die modernen Laser gelenkten Gleitbomben hervorgingen.

## Einsatzländer
Es wurden über 4000 Rüstsätze für die Mk.84 und Mk.118 von Rockwell gebaut. Die meisten verbliebenen in den USA und ca. 700 – 800 wurden während des Vietnamkriegs eingesetzt. In einen begrenzten Umfang wurden sie auch exportiert.
 Griechenland
Die griechischen Luftstreitkräfte bekamen 96 GBU-8 geliefert. Man nutzt sie an der F-4E/E AUP und mit der F-16C/D.
 Israel
Die israelische Luftwaffe bekam ca. 100 GBU-8 Anfang der 70er aus den USA geliefert. Sie wurde an der F-4E Phantom und der Kfir genutzt und während der Jom-Kippur- und Libanon-Kriege eingesetzt. Im Jahr 1991 wurden alle noch verbliebenen GBU-8 ausgemustert.
 Vereinigte Staaten
Die GBU-8 wurde von der US Air Force während des Vietnamkriegs eingesetzt und um das Jahr 1980 ausgemustert.

## Verwendete Trägerplattformen
- McDonnell F-4 Phantom II nur F-4E und D
- Fairchild-Republic A-10
- McDonnell Douglas F-15
- General Dynamics F-16
- General Dynamics F-111 erst ab 1976
- IAI Kfir
- Vought A-7D Corsair II
- Republic F-105 Thunderchief